# 占巴塞大学
15°05′35″N 105°51′29″E / 15.0931356°N 105.8580774°E
占巴塞大学是一所位于老挝占巴塞省巴色的公办大学，也是该国主要的高等院校之一。
2002年，老挝政府决定将老挝国立大学位在巴色的分校改为独立建制的占巴塞大学，学校由此成立。